# Germaria hispanica
Germaria hispanica är en tvåvingeart som beskrevs av Louis-Paul Mesnil 1963. Germaria hispanica ingår i släktet Germaria och familjen parasitflugor. Inga underarter finns listade i Catalogue of Life.